# Estación Olivos
Olivos es una estación ferroviaria ubicada en el barrio homónimo, en el Partido de Vicente López, Provincia de Buenos Aires, Argentina.

## Servicios
Es una estación intermedia del servicio eléctrico metropolitano de la Línea Mitre Ramal Tigre, que se presta entre las estaciones Retiro y Tigre y es operado por Trenes Argentinos Operaciones.

## Ubicación
La estación se encuentra en la intersección de la Avenida Corrientes y Comandante Rosales, en el barrio de Olivos, partido de Vicente López. Se halla en cercanías del Puerto de Olivos y el Río de la Plata.

## Historia
La estación fue habilitada el 10 de octubre de 1863, al empezar el ramal Retiro-San Fernando del Ferrocarril del Norte de Buenos Aires.

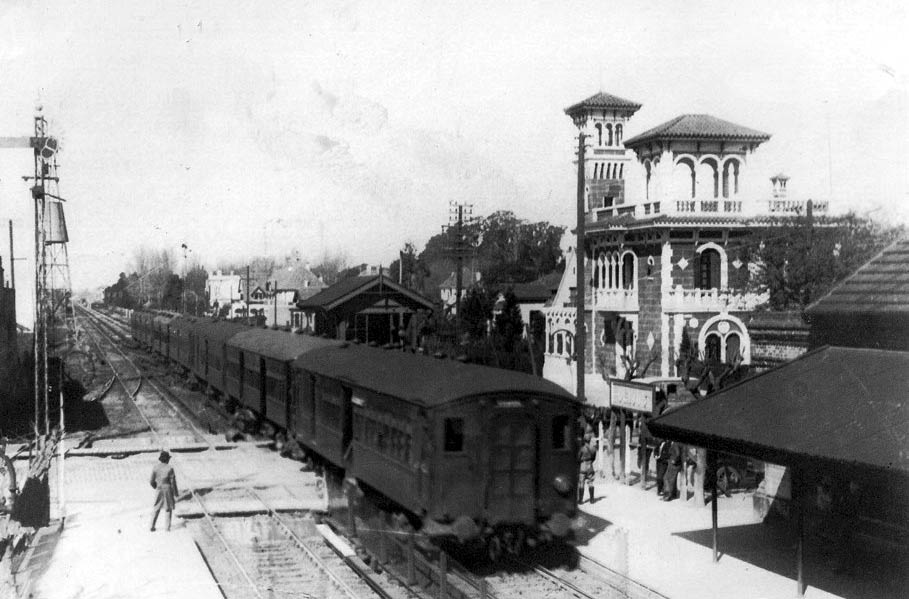
Antigua fotografía de la estación Olivos. Fuente Municipio de Vicente López.

## Imágenes

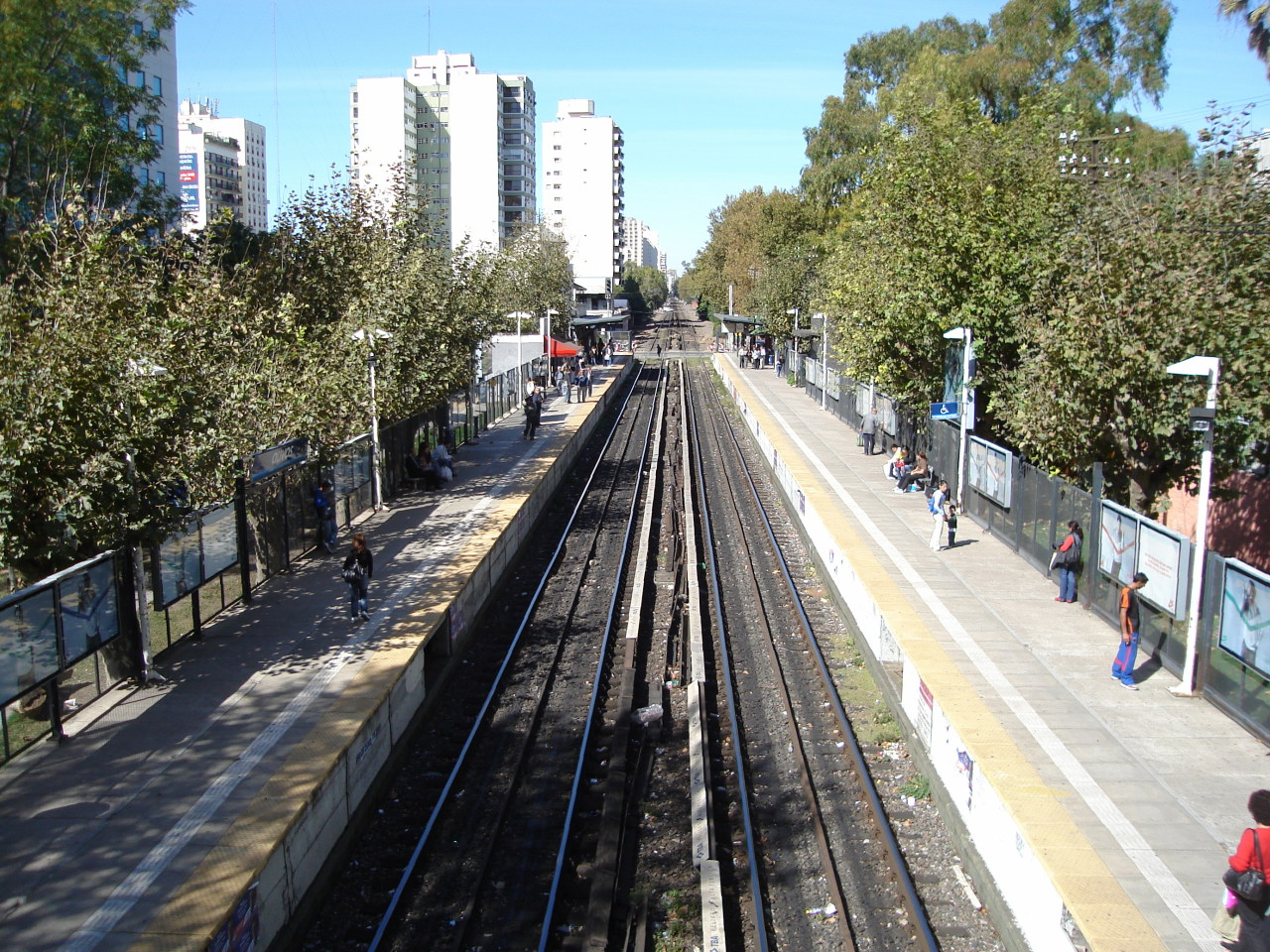
Andenes de la estación
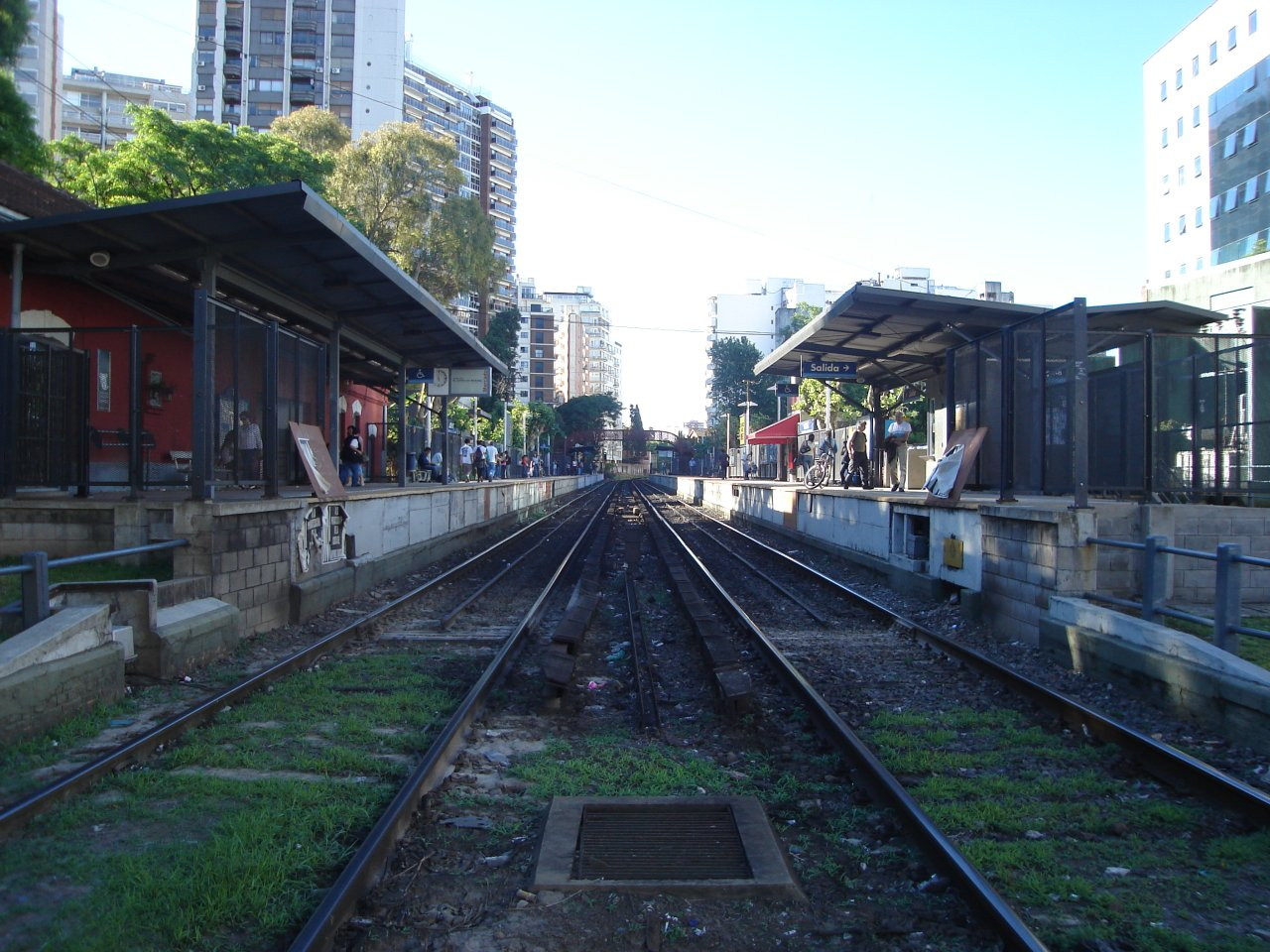
Vista desde la Avenida Corrientes
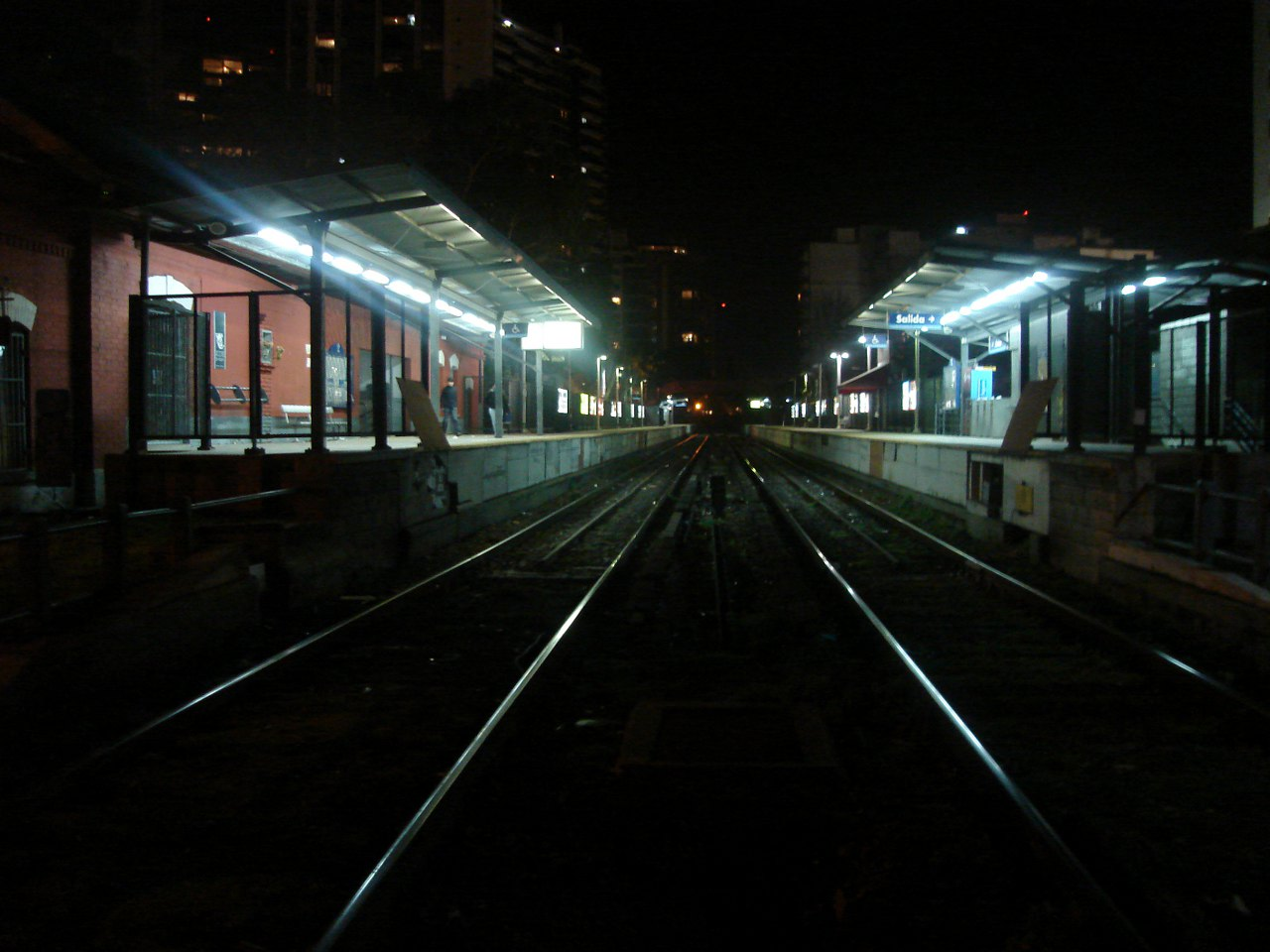
Vista Nocturna
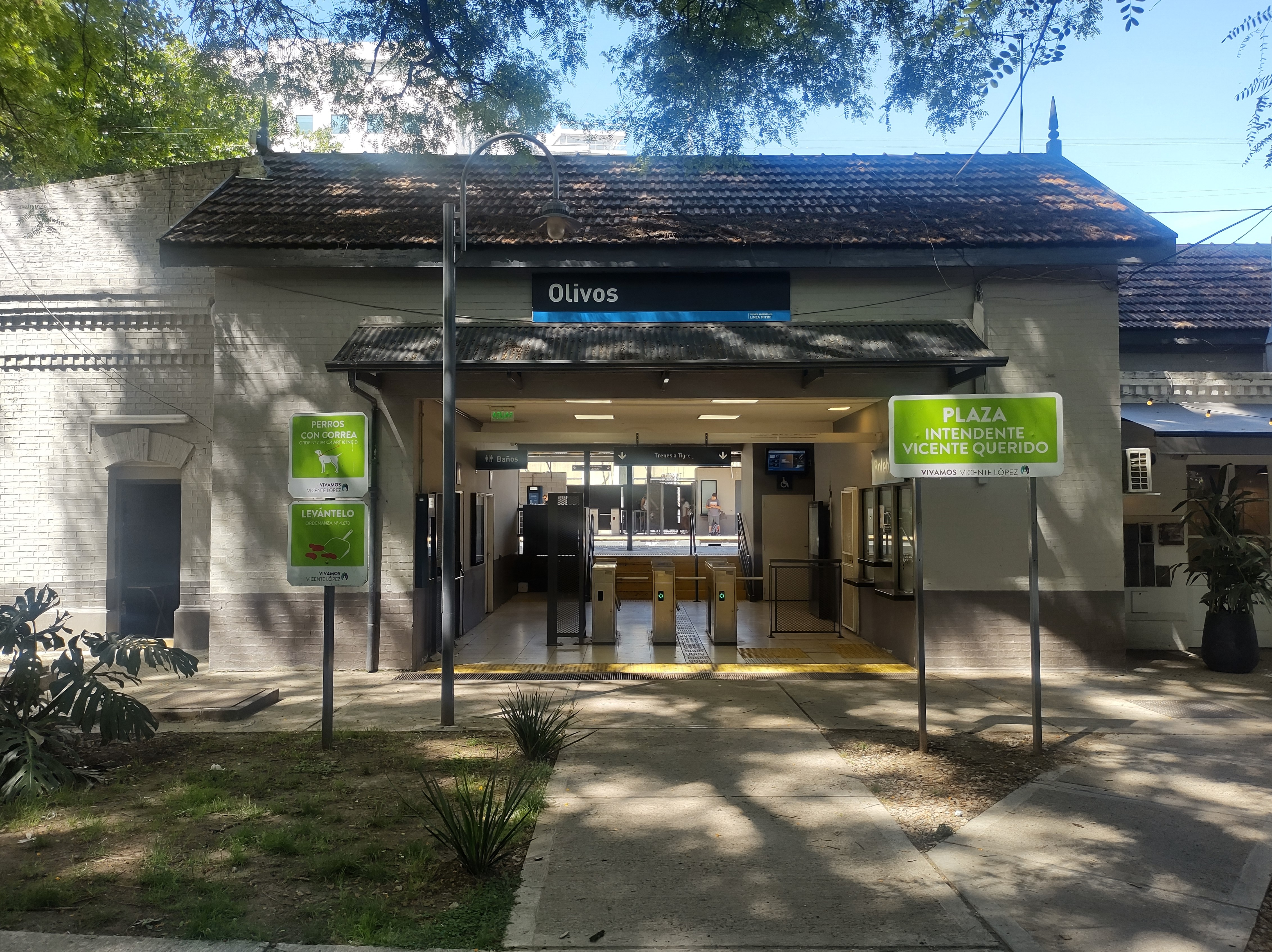
Vista exterior de la salida oeste